# Dmytro Klebanow

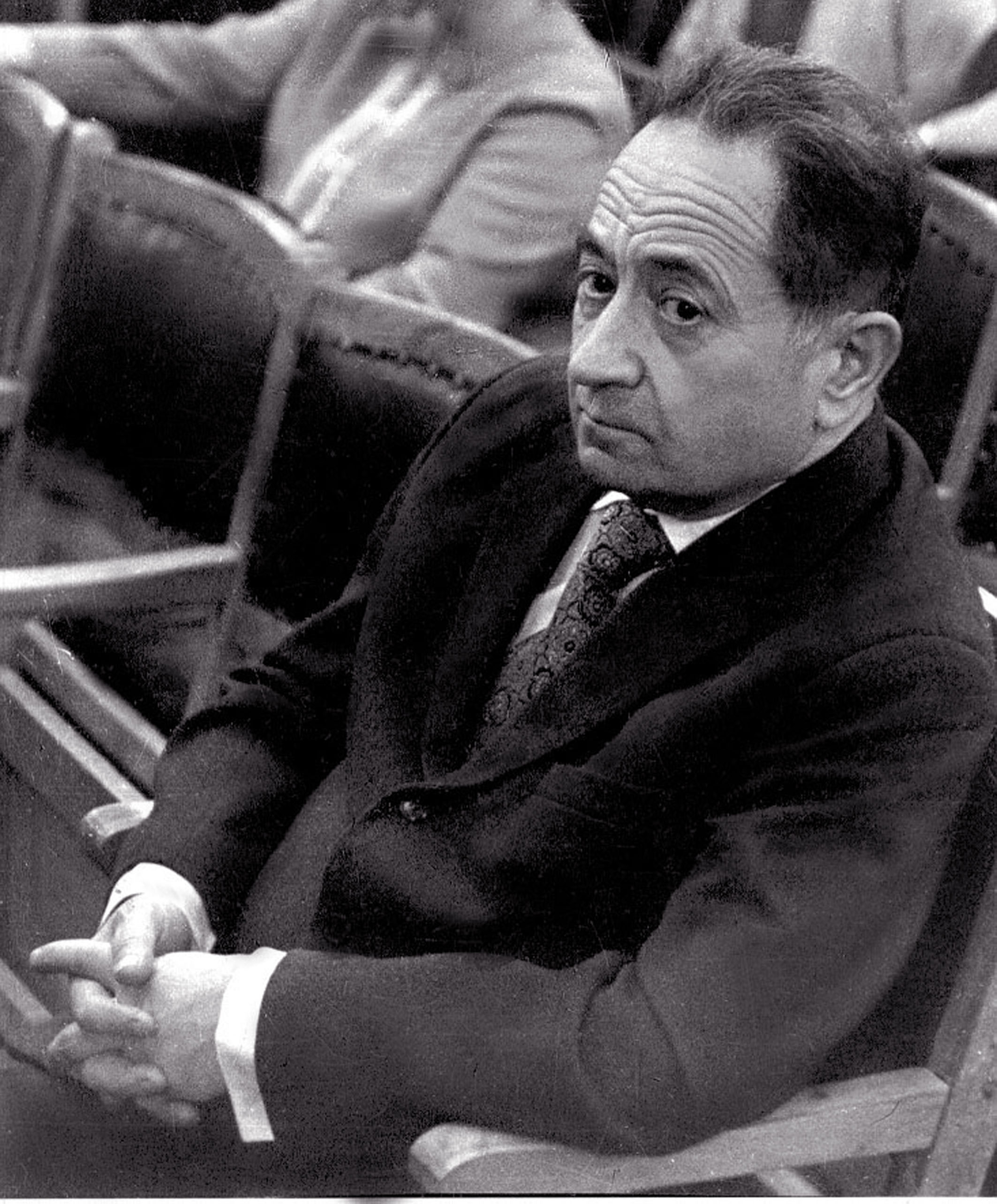
Dmytro Klebanow

Dmytro Lwowytsch Klebanow (ukrainisch Дмитро Львович Клебанов; * 12. Julijul. / 25. Juli 1907greg. in Charkiw; † 6. Juni 1987 ebenda) war ein sowjetisch-ukrainischer Komponist, Dirigent und Musikpädagoge.

## Leben
Klebanow erhielt als Sechsjähriger ersten Violinunterricht und begann im Alter von 16 Jahren ein Studium am Konservatorium Charkiw in der Kompositionsklasse von Semjon Bogatyrjow, das er 1926 abschloss. 1927 bis 1929 spielte er Violine im Leningrader Opernorchester. Dort wirkte er an Aufführungen unter Otto Klemperer, Bruno Walter, Erich Kleiber und Albert Coates mit, u. a. bei der sowjetischen Premiere von Alban Bergs Wozzeck. Nach Charkiw zurückgekehrt, folgten weitere Studien bei Peter Herman Adler, Dirigent der Ukrainischen Staatsphilharmonie Orchestra. Klebanow selbst dirigierte das Sinfonieorchester des ukrainischen Rundfunks in Charkiw und lehrte ab Mitte der 1930er-Jahre am dortigen Konservatorium. Ersten größeren Erfolg als Komponist errang er 1937 mit dem Ballett Aistenok (Der kleine Storch) nach einer gleichnamigen Oper – dem ersten Kinderballett der Sowjetunion – das am Moskauer Bolschoi-Theater gegeben wurde. 1939 folgten Aufführungen seines Balletts Svetlana und dem 1. Violinkonzert, Klebanows erstem großen Instrumentalwerk.
Nach dem deutschen Überfall 1941 auf die Sowjetunion zählte Klebanow zu den über 150.000 jüdischen Flüchtlingen, die nach Taschkent evakuiert wurden. Nach Charkiw zurückgekehrt, begann Klebanow mit seiner 1. Sinfonie, gewidmet dem Gedenken an die Märtyrer von Babyn Jar, etwa 15 Jahre, bevor Schostakowitsch seine dem gleichen Sujet gewidmete 13. Sinfonie komponierte. Das 1947 uraufgeführte Werk fand zunächst begeisterte Aufnahme. 1949 wurde es für den Stalinpreis vorgeschlagen, jedoch im Zuge der von Stalin initiierten antisemitischen Kampagne durch den ukrainischen Musikwissenschaftler Valeryan Dovzhenko als unpatriotisch kritisiert, der die Sinfonie zudem durchdrungen sah „[…] mit dem Geist des bourgeoisen Nationalismus und Kosmopolitanismus […]“. Weitere Aufführungen wurden verboten (die Sinfonie wurde erst 1990, drei Jahre nach Klebanows Tod, wieder aufgeführt). Klebanows Frau Nina Dyakovskaya, selbst vor dem Krieg Leiterin des Opernstudios am Moskauer Konservatorium, zeitweilige Direktorin des Konservatoriums Charkiw und nun Direktorin des Ukrainischen Kultur-Departements, setzte sich beim ihr persönlich bekannten Woroschilow für ihren Mann ein, was diesen vor Gefängnis oder Deportation bewahrte, er verlor jedoch seine Ämter im Charkiwer Kulturleben. Klebanow verlegte sich vorwiegend auf die Komposition von Werken, die der Linie des Sozialistischen Realismus folgten. Während des Tauwetters der Chruschtschow-Ära kam es zu einer beruflichen Rehabilitierung: 1960 erhielt er eine Assistenzprofessur am Konservatorium Charkiw, 1970 wurde Klebanow die Leitung der Kompositionsfakultät übertragen. 1968 wurde ihm zudem die Leitung des Ukrainischen Komponistenverbandes angeboten, der dazu notwendige Beitritt zur Kommunistischen Partei war für Klebanow jedoch inakzeptabel.
Klebanow gilt als einer der Mitbegründer der sogenannten „Charkiwer Kompositionsschule“. Zu seinen Schülern zählen Viktor Suslin, Walentyn Bibik, Witalij Hubarenko, Mark Karminskyj und Wolodymyr Solotuchin.

## Werk
Klebanows musikalische Sprache blieb der Tonalität verpflichtet und zeigt Einflüsse von Schostakowitsch. Er schrieb Ballettmusik, neun Sinfonien, Instrumentalkonzerte, Opern, Vokal- und Kammermusik (darunter 6 Streichquartette). In den 1980er-Jahren entstanden für die amerikanisch-ukrainische Bratschistin Mela Tenenbaum ein Bratschenkonzert und die Japanese Silhouettes für Sopran, Viola d’amore und 13 Instrumente. Außerdem komponierte Klebanow eine Reihe von Filmmusiken, etwa für den Agententhriller Heldentaten eines Kundschafters (1947), und verfasste musiktheoretische Werke.